# Përparim Hetemaj
Përparim Hetemaj (Skenderaj, Jugoszlávia, 1986. december 12. –) finn válogatott labdarúgó, a HJK középpályása. Öccse a finn és a koszovói válogatottban is bemutatkozó Mehmet Hetemaj.

## Sikerei, díjai
- HJK
  - Veikkausliiga: 2022
  - Finn kupa: 2006

- Benevento 
  - Serie B: 2019–20